# Louis Plack Hammett
Louis Plack Hammett (Wilmington, 7 de abril de 1894 — Medford, 9 de fevereiro de 1987) foi um físico-químico estadunidense.
Foi o criador da equação de Hammett, na qual relaciona taxa de reação com a constante de equilíbrio de certas classes de reações orgânicas envolvendo compostos aromáticos substituídos. Tornou-se notório também por sua pesquisa com superácidos e seu desenvolvimento de um diagrama para comparação de acidez, conhecido como função acidez de Hammett.